# 鈴木秀香
鈴木 秀香（すずき ひでか、5月14日 - ）は、日本の女性声優。リマックス所属。山梨県出身。血液型はO型。

## 出演作品

### テレビアニメ
1999年
- イソップワールド（村人B）

2023年
- D4DJ All Mix（シスター）

2024年
- ニンジャラ（母親）

### ゲーム
2010年
- AngelLoveOnline（ドゥーダバイト）

2011年
- 謎惑館 〜音の間に間に〜

2018年
- ファイトリーグ（美の虚匠 SPY・C ジュンコ）

### 吹き替え
- アイドゥアイドゥ〜素敵な靴は恋のはじまり（マ・ソンミ）
- アラームフォー・コブラ11（ノーラ）
- エスケイプ・フロム・リビングデッド（ヴァネッサ）
- エメラルドシティ（西の魔女（アナ・ウラル））
- GOTHAM/ゴッサム（アイビー・ペッパー（クレア・フォーリー））
- シティ・オン・ファイアー（ティナ）
- JIGSWA デスマシーン（テレサ）
- ステップ・アップ2:ザ・ストリート（ソフィー（キャシー・ヴェンチュラ））
- それだけが、僕の世界（ガユル〈ハン・ジミン〉）
- ゾンビナース（エイミー（クリスティン・テイラー））
- デイ・オブ・デスティニー（カタリーナ）
- デビル・リベンジャー 復讐の殺人者
- NAKED サバイバル・ゲーム（リー）
- ブルース・リー伝説（受付嬢）
- BONES シーズン9（ミシェル・サマーズ）
- ホステル3（エイミー（ケリー・ティーボー））
- ホスピタル・オブ・ザ・デッド〜閉ざされた病院〜（グアダ（クリスティーン・レイエス））
- マペット大集合!（リンダ・カーデリーニ）
- リアル・スピード（ジェシカ（ニコール・バダーン））
- LAW & ORDER:Trial by Jury

### テレビ
- 斉藤慶子のHOT2いんふぉめーしょん
- J-SPORTSチャンネル『ROLEX FEI 馬術ワールド』（ナレーション）
- バンダイ ジュエルドロップTVCM『メイクアップスタイルボックスデラックス』
- バンダイ びっくら?たまごシリーズTVCM（ナレーション）
- 月刊ミステリー『血痕②　―警科研・湯川愛子の鑑定ファイル』

### 舞台
- 『グワィニャオン』公演